# Windows 98
Windows 98 (енгл. Windows 98) је оперативни систем корпорације Мајкрософт, издат у мају 1998. године. Припада породици оперативних система Microsoft Windows.

## Издања
| Издање                  | Верзија   | Датум изласка | Интернет експлорер |
| ----------------------- | --------- | ------------- | ------------------ |
| Windows 98              | 4.10.1998 | 25. јун 1998. | 4.0                |
| Windows 98 Друго издање | 4.10.2222 | 5. мај 1999.  | 5.0                |

## 
Windows 98 је први оперативни систем који је користио Windows Driver Model (WDM), за разлику од претходника који су користили VxD. Каснији оперативни системи Windows 2000, и Windows XP су такође користили WDM.

## Развој
Након успеха Windows-а 95, почео је развој Windows-а 98, у почетку под развојним кодним именом „Memphis“. Прва тест верзија, Windows Memphis Developer Release, објављена је у јануару 1997.
Memphis је први пут ушао у бета верзију као Windows Memphis Beta 1, објављен 30. јуна 1997. Следио је Windows 98 Beta 2, који је избацио име Memphis и изашао је у јулу. Мајкрософт је планирао потпуно издање Windows-а 98 за први квартал 1998. године, заједно са пакетом за надоградњу Windows-а 98 за Windows 95, али је такође имао сличну надоградњу за Windows 3.x оперативне системе планирану за други квартал. Стејси Брејфогл, менаџер производа за Мајкрософт, објаснила је да је касније издање надоградње за Windows 3 било зато што је за надоградњу било потребно више тестирања него за Windows 95 због присуства више проблема са компатибилношћу, а без приговора корисника, Мајкрософт је спојио та два надоградите пакете у један и поставите све њихове датуме објављивања на други квартал.
Мајкрософт је 15. децембра објавио Windows 98 Beta 3. То је била прва верзија која је могла да се надогради са Windows 3.1x и увела је нове звукове покретања и искључивања.
При крају, Windows 98 је објављен као Windows 98 Release Candidate 3. априла 1998. који је истекао 31. децембра. То се поклопило са значајном демонстрацијом штампе на COMDEX- у тог месеца. Извршни директор Мајрософта Бил Гејтс истакао је једноставност коришћења оперативног система и побољшану подршку за Plug and Play (PnP). Међутим, када је асистент за презентацију Крис Капосела укључио УСБ скенер, оперативни систем се срушио, приказујући плави екран смрти . Бил Гејтс је након подругљивог аплауза и навијања публике приметио: „Мора да је то разлог зашто још увек не испоручујемо Windows 98.“ Видео снимак овог догађаја постао је популаран интернет феномен .
Мајкрософт је тихо рекламирао оперативни систем као „подешавање“ за Windows 95. Састављен је као Windows 98 11. маја 1998.  пре него што је у потпуности пуштен у производњу 15. маја Компанија је била суочена са правним поступком на чекању због омогућавања бесплатног преузимања и планирања да испоручи Windows licence са Internet Explorer 4.0 у наводном покушају да прошири свој софтверски монопол. Мајкрософтови критичари верују да ће тужба додатно одложити јавно објављивање Windows-a 98; није, а оперативни систем је објављен 25. јуна 1998.
Друга велика верзија оперативног система под називом Windows 98 Second Edition је касније представљена у марту 1999. Мајкрософт је саставио коначну верзију 23. априла 1999. пре него што ју је јавно објавио 5. маја 1999. Windows 98 је требало да буде финални производ у линији Windows 9x све док Мајкрософт накратко није оживео линију да би 2000. објавио Windows Ме као последњи Windows 9x производ пре увођења Windows XP-а 2001. године, који је био заснован на Windows NT архитектури и језгру користи се у Windows 2000 .

## Нове и ажуриране функције

### Веб интеграција и побољшања љуске
Прво издање Windows-а 98 укључивало је Internet Explorer 4.01. Ово је ажурирано на 5.0 у другом издању. Поред Internet Explorer-а, укључене су многе друге пратеће апликације као што су Outlook Express, Windows Address Book, FontPage Express, Microsoft Chat, Personal Web Server и чаробњак за веб објављивање и NetShow . NetMeeting омогућава више корисника да одржавају конференцијске позиве и раде једни са другима на документу.
Windows 98 шкољка је интегрисана у веб; садржи траке за радну површину, активну радну површину, канале, могућност минимизирања прозора у првом плану кликом на њихово дугме на траци задатака, покретање једним кликом, дугмад за навигацију назад и напред, фаворите и траку за адресу у Windows Explorer-у, сличице слика, инфо савети о фасцикли и веб приказ у фасциклама, и прилагођавање фолдера преко шаблона заснованих на HTML -у. Трака задатака подржава прилагодљиве траке са алаткама дизајниране да убрзају приступ Вебу или радној површини корисника; ове траке са алаткама укључују адресну траку и брзо покретање . Са адресном траком, корисник приступа Вебу тако што унесе URL, а 'Quick Launch' садржи пречице или дугмад који обављају системске функције као што је пребацивање између прозора и радне површине помоћу дугмета Прикажи радну површину. Још једна карактеристика ове нове љуске су дијалошки оквири  се појављују у низу Alt-Tab.
Windows 98 такође интегрише побољшања љуске, теме и друге функције из Microsoft Plus! for Windows 95 као што је DriveSpace 3, агент за компресију, сервер за диал-уп мрежу, алатка за диал-уп скриптовање и планер задатака . 3D Pinball Space Cadet је укључен на CD-ROM-у, али није подразумевано инсталиран. Windows 98 је имао свој Plus! који се посебно може купити пакет, под називом Plus! 98 .
Насловне траке прозора и дијалошких оквира подржавају двобојне градијенте, функцију пренету из Microsoft Office 95 . Windows менији и описи алата подржавају анимацију слајдова. Windows Explorer у оперативном систему Windows 98, као иу Windows-у 95, конвертује имена датотека у великим словима у велика и мала слова ради читљивости; међутим, такође пружа опцију Дозволи свим великим словима да их прикажу у оригиналном облику. Windows Explorer укључује подршку за компримоване CAB датотеке. Quick Res анд Telephony Location Manager Windows 95 PowerToys је интегрисан у основни оперативни систем.

### Побољшања хардверске подршке

#### Модел Виндовс драјвера
Windows 98 је био први оперативни систем који је користио модел Виндовс драјвера (WDM). Ова чињеница није била добро објављена када је Windows 98 објављен, а већина произвођача хардвера је наставила да развија драјвере за старији VxD стандард драјвера, који је Windows 98 подржавао ради компатибилности. WDM стандард је широко прихваћен тек годинама касније, углавном кроз Windows 2000 и Windows XP, пошто нису били компатибилни са старијим VxD стандардом. Са моделом Windows драјвера, програмери су могли да напишу драјвере који су компатибилни са другим верзијама Windows-а. Приступ драјверу уређаја у VDM-у се имплементира преко VxD драјвера уређаја, NTKERN.VXD, који имплементира неколико функција подршке језгра специфичних за Windows NT .
Подршка за VDM аудио омогућава дигитално мешање, рутирање и обраду симултаних аудио токова и кернел стриминг са висококвалитетном конверзијом брзине узорковања на Windows 98. WDM Аудио омогућава софтверску емулацију застарелог хардвера за подршку MS-DOS игрицама, DirectSound подршку и MIDI таласну синтезу . Уклоњено је ограничење Windows 95 11-уређаја за MIDI уређаје. Мајкрософт ГС Ваветабле Синтхесизер лиценциран од Роланда који се испоручује са Windows 98 за VDM аудио драјвере. Windows 98 подржава дигиталну репродукцију аудио CD-ова, а друго издање побољшава ВДМ аудио подршку додавањем DirectSound хардверског миксовања и DirectSound 3D хардверске апстракције, DirectMusic подршке кернела, KMixer конверзије брзине узорковања за снимање токова и вишеканалне аудио подршке. Кернел миксер узоркује сав звук на фиксну стопу узорковања, што може довести до тога да неки звук буде појачан или смањен и има велику латенцију, осим када се користи Кернел стриминг или аудио путање трећих страна као што је ASIO које дозвољавају непомешане аудио токове и ниже кашњење . Windows 98 такође укључује драјвер класе WDM стримовања ( Stream.sys ) за решавање захтева за обраду тока мултимедијалних података у реалном времену и WDM видео транспорт у Кермел моде за побољшану репродукцију и снимање видео записа.
Модел Windows драјвера такође укључује Broadcast Driver Architecture, окосницу за подршку ТВ технологија у Windows-у. WebTV за Windows је користио BDA да омогући гледање телевизије на рачунару ако је инсталирана компатибилна картица ТВ тјунера . ТВ листе су се могле ажурирати са Интернета, а WaveTop Data Broadcasting је омогућио пријем додатних података о емисијама путем редовних телевизијских сигнала помоћу антене или кабла, уграђивањем токова података у вертикални део интервала затамњења постојећих телевизијских сигнала за емитовање.

#### Друга побољшања подршке за уређаје
Windows 98 је имао робуснију УСБ подршку од Windows 95, који је имао подршку само у ОЕМ верзијама OSR2.1 и новијим. Windows 98 подржава УСБ чворишта, УСБ скенере и уређаје за обраду слика. Windows 98 је такође представио уграђену подршку за неке USB Human Interface Device class (USB HID) и PID класе као што су УСБ мишеви, тастатуре, џојстици за присилну повратну информацију итд. укључујући додатне функције тастатуре преко одређеног броја HID контрола потрошачке странице.
Windows 98 је представио ACPI 1.0 подршку која је омогућила стања приправности и хибернације . Међутим, подршка за хибернацију је била изузетно ограничена и специфична за добављача. Хибернација је била доступна само ако су присутни компатибилни (PnP) хардвер и BIOS и ако је произвођач хардвера или ОЕМ испоручио компатибилне WDM драјвере, не -VxD драјвере. Међутим, постоје проблеми са хибернацијом са системом датотека FAT32, чинећи хибернацију проблематичном и непоузданом.
Windows 98, уопштено гледано, пружа побољшану — и шири опсег — подршке за IDE и SCSI драјвове и контролере диск јединица, контролере флопи диск јединица и све друге класе хардвера у поређењу са Windows 95. Постоји интегрисана подршка за убрзани графички порт (енг. Accelerated Graphic Port) (AGP) (иако су УСБ додатак за Windows 95 OSR2 и каснија издања Windows 95 имали подршку за AGP). Windows 98 има уграђену подршку за ДВД и подршку за читање UDF 1.02. Архитектура непокретних слика (STI) са TWAIN подршком је представљена за скенере и камере и Image Color Management 2.0 за уређаје који врше трансформације простора боја . Подршка за више монитора омогућава коришћење до девет више монитора на једном рачунару, са функцијом која захтева један PCI графички адаптер по монитору. Windows 98 се испоручује са DirectX 5.2, који је посебно укључивао DirectShow . Windows 98 Second Edition ће се касније испоручити са DirectX 6.1.

### Побољшања умрежавања
Windows 98 мрежна побољшања за TCP/IP укључују уграђену подршку за Winsock 2, SMB потписивање, нови IP Helper API, Automatic Private IP Addressing (познато и као адресирање на локалном нивоу), IP Multicasting и побољшања перформанси за мреже велике брзине са великим пропусним опсегом. Подршка за Multihoming са TCP/IP је побољшана и укључује подршку за слушање RIP-а.
DHCP клијент је побољшан тако да укључује откривање сукоба доделе адресе и дуже временске интервале. NetBT конфигурација у WINS клијенту је побољшана да настави са упорним испитивањем више WINS сервера ако није успео да успостави почетну сесију док се не испитају сви наведени WINS сервери или се не успостави веза.
Подршка за спецификацију интерфејса мрежног драјвера (енг. Network Driver Interface Specification) 5 значи да Windows 98 може да подржи широк спектар мрежних медија, укључујући Етернет, оптички дистрибутивни интерфејс података (енг. Fiber Distributed Data Interface)(FDDI), Токен Ринг, Асинхрони режим преноса (енг. Asynchronous Transfer Mode) (ATM), ISDN, мреже ширег подручја (енг. wide area networks), X.25 и Frame Relay . 